# 女子学園 悪い遊び
『女子学園 悪い遊び』（じょしがくえんわるいあそび）は、1970年11月12日に公開された日本映画。
夏純子主演による「女子学園シリーズ」の第1作。

## あらすじ
花子、利江、ルミたちズベ公グループは、白バラ学園中等部で行われる予定の学園祭の幹部に指名される。補助金として5万円が支給されるもそれでは足りないため、彼女たちはあらゆる方法で工面し、学園祭を成功に導く。
学園祭の準備が始まろうとしていた。3年生の花子を中心にした利江、ルミたちのズベ公グループが、学園祭の幹部に指名されたが、5万円の補助金ではとても出来ないと、チリ紙交換、ヘドロ公害カンパ、はてはタンカバイまで始めて資金集めに奔走した。花子たちのおかげで、学園祭は盛大に催され無事終った。
その後、ズベ公グループは転校生の辺見涼子と対立し、塚田先生を誘惑する賭けに出る。ズベ公グループがことごとく失敗に終わるのに対し、涼子は塚田の下着を入手する。ある日、利江の妊娠が発覚し、夏期講習で塚田に強姦されたと嘘をつく。学校側の責任追及と塚田の退職を要求するズベ公グループと、利江の始末を優先させたい涼子との間で意見が割れ、丁半博打の末に涼子が番長の座を手に入れる。かくして利江の堕胎は成功するも、涼子とズベ公グループの退学が言い渡される。これに抗議した全校ストが行われるも、塚田は彼女らの退学撤回と引き換えに退職する。

## キャスト
- 辺見涼子：夏純子
- 舛田花子：後藤ルミ
- 相良信太郎：岡崎二朗
- 塚田鉄男：江守徹
- 夏川圭子：松原智恵子
- 望月利江：池戸良子
- 黒川ルミ：菊池和子
- 松井時子：稲垣伊都子
- 相原：小松方正
- 赤尾：神山勝
- 次郎：菅野直行
- 辺見マキ：宮城千賀子
- 舛田光子：桜むつ子
- 校医：山之辺潤一
- 田村先生：木島一郎
- ホステス信江：西原泰江

## スタッフ
- 監督：江崎実生
- 脚本：山崎巌
- 企画：坂上静翁・沢田喜代一
- 撮影：姫田真佐久
- 美術：横尾嘉良
- 音楽：坂田晃一
- 録音：神保小四郎
- 照明：岩木保夫
- 編集：辻井正則
- 助監督：結城良煕

## 製作
封切りの時点で「ハレンチ路線の新シリーズ」「ローティーン女子学園もの路線」と、最初からシリーズものと告知された。1作目と2作目の公開日の間隔が短いため、二本は一緒に撮影したのかもしれない。白バラ学園中等部に転校して来た中学3年生の辺見涼子（夏純子）が巻き起こす騒動を描く学園ドラマ。負ける度に一枚づつ服を脱ぐ野球拳方式に丁半博打や、人気教師の誘惑合戦など、コミカルなドタバタ劇で、教師やPTAをカリカチュアして描き、当時の学校管理の問題を織り込むなど、同時期に同じ日活／ダイニチ映配で大当たりしていた「ハレンチ学園シリーズ」の要素を取り入れている。
日活は公開にあたり、「石坂洋次郎の今日版」と告知したが、映画関係者は「高校生がウケたから、今度はジャリを剥いてやれという魂胆が見え見え」と評した。初公開時の『月刊平凡』の映画紹介では「『ハレンチ学園』で連続ヒットを飛ばした日活が、またまたドハレンチな"問題作"で勝負、21歳の新人夏純子演じるカマトト中学生が見もの。鼻血ドバドバ吹き出るかもよ」と、今日ではあまり使われない表現で解説している。
公開当時21歳の夏純子の中学生役にはやや無理があるが、夏の陽性のお色気がウケ、以降『女子学園 ヤバい卒業』『女子学園 おとなの遊び』の2作品が作られた。

### ロケ地
- 神奈川県川崎市（銀柳会通り、川崎駅前）[1]

## 作品の評価
- 『週刊ポスト』は「ハレンチものも、ここまでくれば、いささか腹も立ってくる。いつまでナメる気だ。江崎監督は、主役の夏を"現代性を持ったフィーリングと達者な芸の持ち主"などと評価しているらしいが、それならそれで使いようがあるだろう。夏の出演作を見れば、"現代性"でも"達者な芸"でもなく、その"肉体"なのは明らかで、これが不況をかこつ日本映画の"本音"であり、"脱出作戦"であるとすれば、何ともお寒い。『一時、全く低迷していたアメリカ映画が、テレビ畑出身の俊鋭を発掘し、新人を"まとも"に抜擢し、ニューヨーク派を先頭に魅力的な作品で劣勢を跳ね返した姿勢に学べ』という評論家の怒りのほども分かる。アメリカの映画人は"真摯"だが、わが日本映画の"紳士"はのぞきにだけ、"真摯"な感じである」などと酷評した[8]。

- 藤木TDCは「"セーラー服ズべ公アクション"というジャンルの先駆け」と評価している[10]。

## 同時上映
『おさな妻』（大映製作）
- 主演：関根恵子 監督：臼坂礼次郎 脚本：白坂依志夫・安本莞二